# صحيفة اللهب
صحيفة اللهب هي صحيفة سياسية، أدبية، اجتماعية وفنية، صدرت في القدس عام 1938 رغم الأزمة السياسية. وكانت للأستاذ أديب جرجس خوري ورئيس تحريرها الأستاذ يوسف فرنسيس. وصفت الصحيفة  بأنها لسان حال الشباب العربي وكان شعارها "وطن واحد، شعب واحد، وزعيم واحد". كان من المقرر أن تصدر الجريدة بشكل يومي إلا أن الصعوبات التي واجهتها حالت دون ذلك، فصدرت بشكل أسبوعي على شكل مجلة (بشكل مؤقت). بعد ذلك، صدرت الصحيفة بشكل يومي حتى توقفت عن الصدور عام 1939.